# Distretto di Hata
Il distretto di Hata (幡多郡, Hata-gun?) è uno dei distretti della prefettura di Kōchi, in Giappone.
Attualmente fanno parte del distretto i comuni di Kuroshio, Mihara e Ōtsuki.